# Женска фудбалска репрезентација Мексика
Женска фудбалска репрезентација Мексика (шп. Selección femenina de fútbol de México) представља Мексико на међународној сцени. Тимом управља Мексичка фудбалска федерација и такмичи се у оквиру Конкакафа, Фудбалске конфедерације Северне, Централне Америке и Кариба. Освојила је златне медаље на Играма Централне Америке и Кариба и сребрну медаљу у оквиру Панамеричких игара, као и једно сребро и једну бронзу на Светском првенству за жене пре него што је ФИФА признала женски фудбал. Када је 1971. освојио друго место, Мексико је био домаћин другог издања овог незваничног турнира. Поред свог сениорског тима, Мексико има екипе У-20, У-17 и У-15. У-17 тим је стигао до финала током ФИФА У-17 женског светског првенства 2018, а У-15 репрезентација је освојила бронзану медаљу на Олимпијским играма младих 2014. године.
Сениориски тим је први пут основан 1963. године, али је његова прва утакмица коју је признала ФИФА била 1991. Сениорски тим „Ла Три” учествовао је на три светска првенства за жене и једном издању Летњих олимпијских игара.
Бивша репрезентативка и помоћница тренера Моника Вергара је тренутни главни тренер екипе.

## Историја

### Незванична ера
Иако није званично признат од ФИФА до 1991. године, мексички тим је заправо основан 1963. године, када су многе земље још увек нису признавале женски фудбал. Током 1950-их, и Костарика и Аргентина су биле сведоци повећаног интересовања за женски фудбал и одржавале су турнеје у разним земљама. Године 1963, Лас Тикас, женска фудбалска репрезентација Костарике, провела је шест месеци у Мексику на турнеји како би имала веће искуство. Посматрајући успех Лас Тикаса, Мексико је формирао свој први тим који је играо против Костарике.
Предвођен Алишијом Варгас, Мексико је заузео треће место на Светском првенству за жене 1970. године, турниру који ФИФА тек треба да призна. Мексико је изгубио са 2 : 1 у полуфиналу од домаћина Италије, пре него што је савладао Енглеску са 3 : 2 у мечу за треће место. Следеће године, Мексико је био домаћин Светског првенства за жене 1971, које такође тек треба да буде званично признато. Тим је стигао до финала, али је изгубио са 3 : 0 од Данске. Процењује се да је 110.000 људи присуствовало финалу на стадиону Астека, што је највећа публика која је икада присуствовала женској фудбалској утакмици; Ни ФИФА није признала овај рекорд посећености.
Да би учествовали на сваком светском првенству, тимови су морали да се квалификују. Мексико се суочио са Перуом, Аргентином, Јужном Африком на путу до издања 1971.

## Достигнућа

### Светско првенство за жене
| Светско првенство у фудбалу за жене резултати | Светско првенство у фудбалу за жене резултати | Светско првенство у фудбалу за жене резултати | Светско првенство у фудбалу за жене резултати | Светско првенство у фудбалу за жене резултати | Светско првенство у фудбалу за жене резултати | Светско првенство у фудбалу за жене резултати | Светско првенство у фудбалу за жене резултати | Светско првенство у фудбалу за жене резултати |
| Година                                        | коло                                          | поз                                           | Ута                                           | Поб                                           | Нер*                                          | Изг                                           | ГД                                            | ГП                                            |
| --------------------------------------------- | --------------------------------------------- | --------------------------------------------- | --------------------------------------------- | --------------------------------------------- | --------------------------------------------- | --------------------------------------------- | --------------------------------------------- | --------------------------------------------- |
| 1991.                                         | Није се квалификовала                         | Није се квалификовала                         | Није се квалификовала                         | Није се квалификовала                         | Није се квалификовала                         | Није се квалификовала                         | Није се квалификовала                         | Није се квалификовала                         |
| 1995.                                         | Није се квалификовала                         | Није се квалификовала                         | Није се квалификовала                         | Није се квалификовала                         | Није се квалификовала                         | Није се квалификовала                         | Није се квалификовала                         | Није се квалификовала                         |
| 1999.                                         | Групна фаза                                   | 16.                                           | 3                                             | 0                                             | 0                                             | 3                                             | 1                                             | 15                                            |
| 2003.                                         | Није се квалификовала                         | Није се квалификовала                         | Није се квалификовала                         | Није се квалификовала                         | Није се квалификовала                         | Није се квалификовала                         | Није се квалификовала                         | Није се квалификовала                         |
| 2007.                                         | Није се квалификовала                         | Није се квалификовала                         | Није се квалификовала                         | Није се квалификовала                         | Није се квалификовала                         | Није се квалификовала                         | Није се квалификовала                         | Није се квалификовала                         |
| 2011.                                         | Групна фаза                                   | 11.                                           | 3                                             | 0                                             | 2                                             | 1                                             | 3                                             | 7                                             |
| 2015.                                         | Групна фаза                                   | 22.                                           | 3                                             | 0                                             | 1                                             | 2                                             | 2                                             | 8                                             |
| 2019                                          | Није се квалификовала                         | Није се квалификовала                         | Није се квалификовала                         | Није се квалификовала                         | Није се квалификовала                         | Није се квалификовала                         | Није се квалификовала                         | Није се квалификовала                         |
| 2023.                                         | биће одређено                                 | биће одређено                                 | биће одређено                                 | биће одређено                                 | биће одређено                                 | биће одређено                                 | биће одређено                                 | биће одређено                                 |
| Укупно                                        | Укупно                                        | 3/9                                           | 9                                             | 0                                             | 3                                             | 6                                             | 6                                             | 30                                            |

*Означава нерешене утакмице укључујући нокаут мечеве одлучене извођењем једанаестераца.
| Светско првенство у фудбалу за жене историја | Светско првенство у фудбалу за жене историја | Светско првенство у фудбалу за жене историја | Светско првенство у фудбалу за жене историја | Светско првенство у фудбалу за жене историја | Светско првенство у фудбалу за жене историја |
| Година                                       | Коло                                         | Датум                                        | Противник                                    | Резултат                                     | Стадион                                      |
| -------------------------------------------- | -------------------------------------------- | -------------------------------------------- | -------------------------------------------- | -------------------------------------------- | -------------------------------------------- |
| 1999.                                        | Групна фаза                                  | 19. јун                                      | Бразил                                       | И 1 : 7                                      | Стадион Џајантса, Ист Радерфорд              |
| 1999.                                        | Групна фаза                                  | 24. јун                                      | Немачка                                      | И 0 : 6                                      | Провиденс парк, Портланд                     |
| 1999.                                        | Групна фаза                                  | 27. јун                                      | Италија                                      | И 0 : 2                                      | Стадион Фоксборо, Фоксборо                   |
| 2011.                                        | Групна фаза                                  | 27. јун                                      | Енглеска                                     | Н 1 : 1                                      | Фолксваген арена, Волфсбург                  |
| 2011.                                        | Групна фаза                                  | 1. јул                                       | Јапан                                        | И 0 : 4                                      | Бај арена, Леверкузен                        |
| 2011.                                        | Групна фаза                                  | 5. јул                                       | Нови Зеланд                                  | Н 2 : 2                                      | Рајн Некер арена, Зинсхајм                   |
| 2015.                                        | Групна фаза                                  | 9. јун                                       | Колумбија                                    | Д 1 : 1                                      | Стадион Монктон, Монктон                     |
| 2015.                                        | Групна фаза                                  | 13. јун                                      | Енглеска                                     | И 1 : 2                                      | Стадион Монктон, Монктон                     |
| 2015.                                        | Групна фаза                                  | 17. јун                                      | Француска                                    | И 0 : 5                                      | ТД плејс, Отава                              |

### Олимпијске игре
| 1996.  | Није се квалификовала | Није се квалификовала | Није се квалификовала | Није се квалификовала | Није се квалификовала | Није се квалификовала | Није се квалификовала | Није се квалификовала | 1995.\|СП 1995. (жене) | 1995.\|СП 1995. (жене) | 1995.\|СП 1995. (жене) | 1995.\|СП 1995. (жене) | 1995.\|СП 1995. (жене) | 1995.\|СП 1995. (жене) |    |    |
| 2000.  | Није се квалификовала | Није се квалификовала | Није се квалификовала | Није се квалификовала | Није се квалификовала | Није се квалификовала | Није се квалификовала | Није се квалификовала | 1999.\|СП 1999. (жене) | 1999.\|СП 1999. (жене) | 1999.\|СП 1999. (жене) | 1999.\|СП 1999. (жене) | 1999.\|СП 1999. (жене) | 1999.\|СП 1999. (жене) |    |    |
| 2004.  | Четвртфинале          | 8.                    | 3                     | 0                     | 1                     | 2                     | 1                     | 8                     | 5                      | 3                      | 0                      | 2                      | 17                     | 6                      |    |    |
| 2008.  | Није се квалификовала | Није се квалификовала | Није се квалификовала | Није се квалификовала | Није се квалификовала | Није се квалификовала | Није се квалификовала | Није се квалификовала | 4                      | 1                      | 0                      | 3                      | 9                      | 6                      |    |    |
| 2012.  | Није се квалификовала | Није се квалификовала | Није се квалификовала | Није се квалификовала | Није се квалификовала | Није се квалификовала | Није се квалификовала | Није се квалификовала | 4                      | 2                      | 0                      | 2                      | 13                     | 7                      |    |    |
| 2016.  | Није се квалификовала | Није се квалификовала | Није се квалификовала | Није се квалификовала | Није се квалификовала | Није се квалификовала | Није се квалификовала | Није се квалификовала | 3                      | 1                      | 0                      | 2                      | 7                      | 3                      |    |    |
| 2020.  | Није се квалификовала | Није се квалификовала | Није се квалификовала | Није се квалификовала | Није се квалификовала | Није се квалификовала | Није се квалификовала | Није се квалификовала | 4                      | 2                      | 0                      | 2                      | 7                      | 6                      |    |    |
| 2024   | БО                    | БО                    | БО                    | БО                    | БО                    | БО                    | БО                    | БО                    | БО                     | БО                     | БО                     | БО                     | БО                     | БО                     | БО | БО |
| Укупно | -                     | 1/7                   | 3                     | 0                     | 1                     | 2                     | 1                     | 8                     | 20                     | 9                      | 0                      | 11                     | 53                     | 28                     |    |    |

*Означава нерешене утакмице укључујући нокаут мечеве одлучене извођењем једанаестераца.

### Конкакафов шампионат за жене
| Конкакафов шампионат за жене резултати | Конкакафов шампионат за жене резултати | Конкакафов шампионат за жене резултати | Конкакафов шампионат за жене резултати | Конкакафов шампионат за жене резултати | Конкакафов шампионат за жене резултати | Конкакафов шампионат за жене резултати | Конкакафов шампионат за жене резултати |
| Година                                 | Резултат                               | Ута                                    | Поб                                    | Нер*                                   | Изг                                    | ГД                                     | ГП                                     |
| -------------------------------------- | -------------------------------------- | -------------------------------------- | -------------------------------------- | -------------------------------------- | -------------------------------------- | -------------------------------------- | -------------------------------------- |
| 1991.                                  | Групна фаза                            | 3                                      | 1                                      | 0                                      | 2                                      | 9                                      | 16                                     |
| 1993.                                  | Није учествовала                       | Није учествовала                       | Није учествовала                       | Није учествовала                       | Није учествовала                       | Није учествовала                       | Није учествовала                       |
| 1994.                                  | Треће место                            | 4                                      | 1                                      | 1                                      | 2                                      | 6                                      | 19                                     |
| 1998.                                  | Другопласирана                         | 5                                      | 3                                      | 1                                      | 1                                      | 20                                     | 6                                      |
| 2000.                                  | Групна фаза                            | 3                                      | 1                                      | 0                                      | 2                                      | 10                                     | 7                                      |
| 2002.                                  | Другопласирана                         | 5                                      | 3                                      | 0                                      | 2                                      | 11                                     | 7                                      |
| 2006.                                  | Треће место                            | 3                                      | 2                                      | 0                                      | 1                                      | 6                                      | 2                                      |
| 2010.                                  | Другопласирана                         | 5                                      | 3                                      | 0                                      | 2                                      | 11                                     | 7                                      |
| 2014.                                  | Треће место                            | 5                                      | 3                                      | 0                                      | 2                                      | 17                                     | 7                                      |
| 2018.                                  | Групна фазаe                           | 3                                      | 1                                      | 0                                      | 2                                      | 4                                      | 9                                      |
| 2020.                                  | Полуфинале                             | 4                                      | 2                                      | 0                                      | 2                                      | 7                                      | 6                                      |
| 2022.                                  | НО                                     | НО                                     | НО                                     | НО                                     | НО                                     | НО                                     | НО                                     |
| Укупно                                 | -                                      | 40                                     | 20                                     | 2                                      | 18                                     | 101                                    | 86                                     |

*Означава нерешене утакмице укључујући нокаут мечеве одлучене извођењем једанаестераца.

### Панамеричке игре
| Панамеричке игре резултати | Панамеричке игре резултати | Панамеричке игре резултати | Панамеричке игре резултати | Панамеричке игре резултати | Панамеричке игре резултати | Панамеричке игре резултати | Панамеричке игре резултати |    |
| Година                     | Резултат                   | Позиција                   | Утакмица                   | Поб                        | Нер*                       | Изг                        | ГД                         | ГД |
| -------------------------- | -------------------------- | -------------------------- | -------------------------- | -------------------------- | -------------------------- | -------------------------- | -------------------------- | -- |
| 1999.                      | Другопласирана             | 2.                         | 6                          | 3                          | 1                          | 2                          | 15                         | 9  |
| 2003.                      | Треће место                | 3.                         | 4                          | 3                          | 0                          | 1                          | 10                         | 5  |
| 2007.                      | Четврто место              | 4.                         | 5                          | 3                          | 0                          | 2                          | 6                          | 1  |
| 2011.                      | Треће место                | 3.                         | 5                          | 2                          | 2                          | 1                          | 3                          | 2  |
| 2015.                      | Треће место                | 3.                         | 5                          | 3                          | 0                          | 2                          | 10                         | 7  |
| 2019.                      | Пето место                 | 5.                         | 4                          | 2                          | 1                          | 1                          | 10                         | 5  |
| 2023.                      | НО                         | НО                         | НО                         | НО                         | НО                         | НО                         | НО                         | НО |
| Укупно                     | -                          | 6/6                        | 29                         | 16                         | 4                          | 9                          | 64                         | 29 |

*Означава нерешене утакмице укључујући нокаут мечеве одлучене извођењем једанаестераца.

## ФИФА рангирање
Последње ажурирање укључује  25. јун 2021.
Извор:
  Најбоља позиција    Најгора позиција    Највећи напредак    Најмањи напредак  
| 28 | 2021 | —  | —          | —  | —          |
| 28 | 2020 | 27 | 1          | 28 | 1          |
| 26 | 2019 | 26 | 1          | 27 | 1          |
| 27 | 2018 | 24 | 1          | 27 | 3          |
| 26 | 2017 | 26 | Стагнација | 26 | Стагнација |
| 26 | 2016 | 26 | Стагнација | 27 | 1          |
| 26 | 2015 | 25 | Стагнација | 26 | 1          |
| 25 | 2014 | 25 | Стагнација | 25 | Стагнација |
| 25 | 2013 | 24 | Стагнација | 25 | 1          |
| 24 | 2012 | 22 | Стагнација | 24 | 2          |
| 21 | 2011 | 21 | 1          | 22 | Стагнација |
| 22 | 2010 | 22 | Стагнација | 22 | Стагнација |
| 22 | 2009 | 22 | 1          | 23 | 1          |
| 22 | 2008 | 22 | Стагнација | 22 | Стагнација |
| 22 | 2007 | 22 | Стагнација | 22 | Стагнација |
| 22 | 2006 | 22 | 3          | 26 | Стагнација |
| 26 | 2005 | 25 | Стагнација | 26 | 1          |
| 25 | 2004 | 25 | 5          | 26 | 1          |
| 30 | 2003 | 30 | 2          | 31 | Стагнација |